# Нигерзавър
Нигерзавърът (Nigersaurus taqueti) е вид динозавър от семейство Ребахизаврови (Rebbachisauridae), единствен представител на род нигерзаври (Nigersaurus), живял в средата на периода креда, преди 115 до 105 милиона години.
Той е сравнително дребен за зауропод, като вратът му е относително къс и достига на дължина до 9 m. Първите вкаменелости са открити през 1976 година в Република Нигер, откъдето идва името на рода, като той е описан през 1999 година след откриването на още останки.